# 鉢&田島征三・絵本と木の実の美術館
鉢＆田島征三 絵本と木の実の美術館（はちあんどたしませいぞう えほんときのみのびじゅつかん）は、新潟県十日町市真田甲2310-1にある現代美術を収蔵した美術館。2009年開催の第4回大地の芸術祭 越後妻有アートトリエンナーレに合わせて開館。2005年3月末をもって廃校になった十日町市立真田小学校の校舎を再利用、廃校利用の成功例として注目されている。「鉢」というのは当美術館が所在する「鉢集落」から。

## 概要
絵本作家、美術家の田島征三が、自らの思い描いた物語を空間絵本として廃校になった十日町市立真田小学校の校舎に具現化した。絵本のタイトルは『学校はカラッポにならない』。真田小学校の最後の在校生3人を主人公に、流木や木の実、和紙を使ったオブジェで絵本の世界を表現している。
美術館の位置する鉢集落では、第1回大地の芸術祭の頃からアーティストの積極的な呼び込みが行われてきた。

## 併設施設
- ミュージアムショップ
- カフェレストラン「Hachi Café」- かつての職員室をカフェとして再利用[4]

## 交通アクセス
- JR飯山線・北越急行ほくほく線 十日町駅より西へ約8 km
- 南越後観光バス TY 十日町＝高島＝鉢 線「鉢本村」バス停より徒歩約5分